# Schloss Brandis (Sachsen)

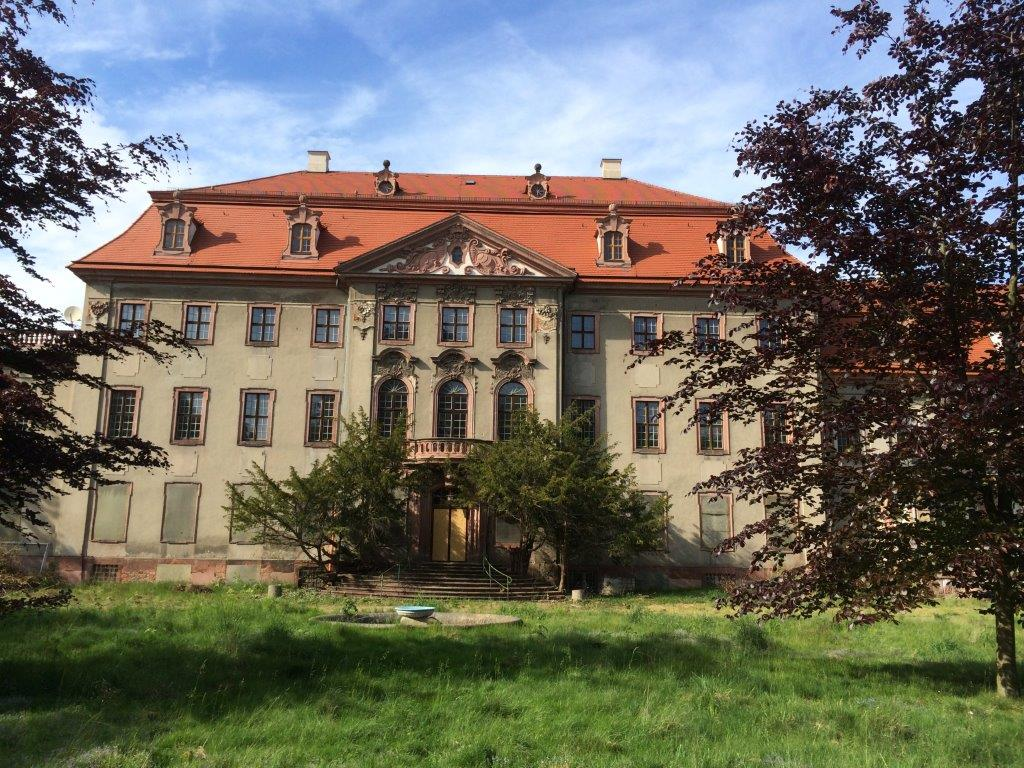
Schloss Brandis (2014)

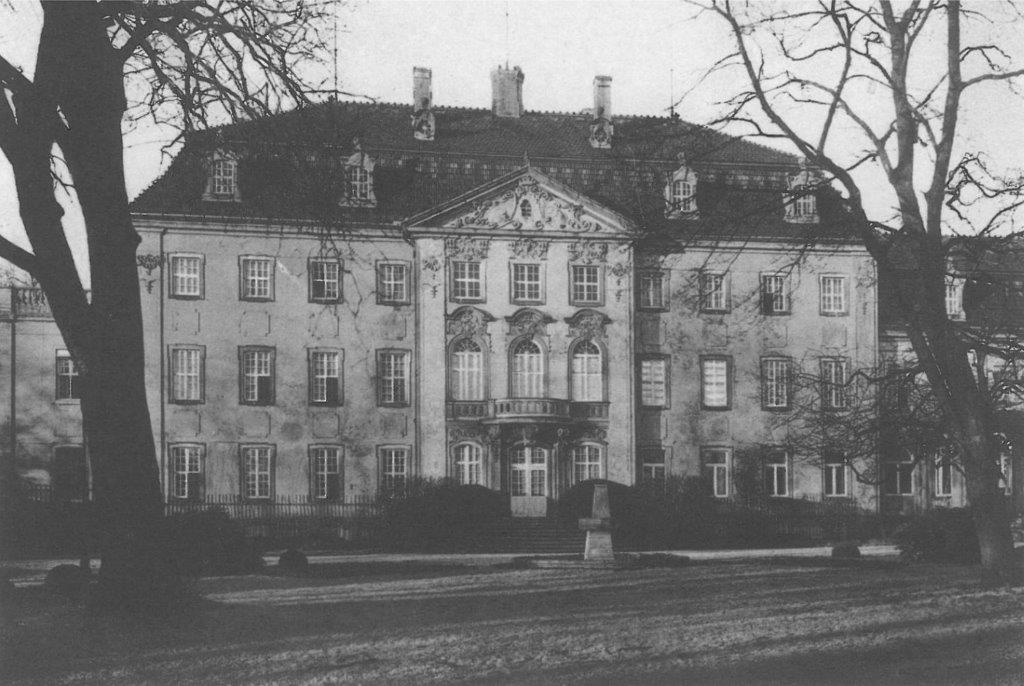
Schloss Brandis, Ansicht der Gartenseite (1928)

Das Brandiser Stadtschloss ist ein Barockschloss mit Schlossgarten in unmittelbarer Nähe zum historischen Marktplatz der Stadt Brandis in Sachsen. Das Schloss und der Garten wurden zwischen 1700 und 1727 nach Entwürfen von David Schatz im Auftrag von Kraft Burchhard von Bodenhausen erbaut.

## Geographie und Größe
Das Stadtschloss Brandis liegt ca. 12 km östlich vor den Toren von Leipzig, nahe der A 14 und B 6. Es befindet sich in zentraler Lage der Stadt Brandis, direkt am Marktplatz. Die Größe des Schlosses beträgt 54.730 m², wovon allein ca. 39.000 m² auf den Schlosspark entfallen.

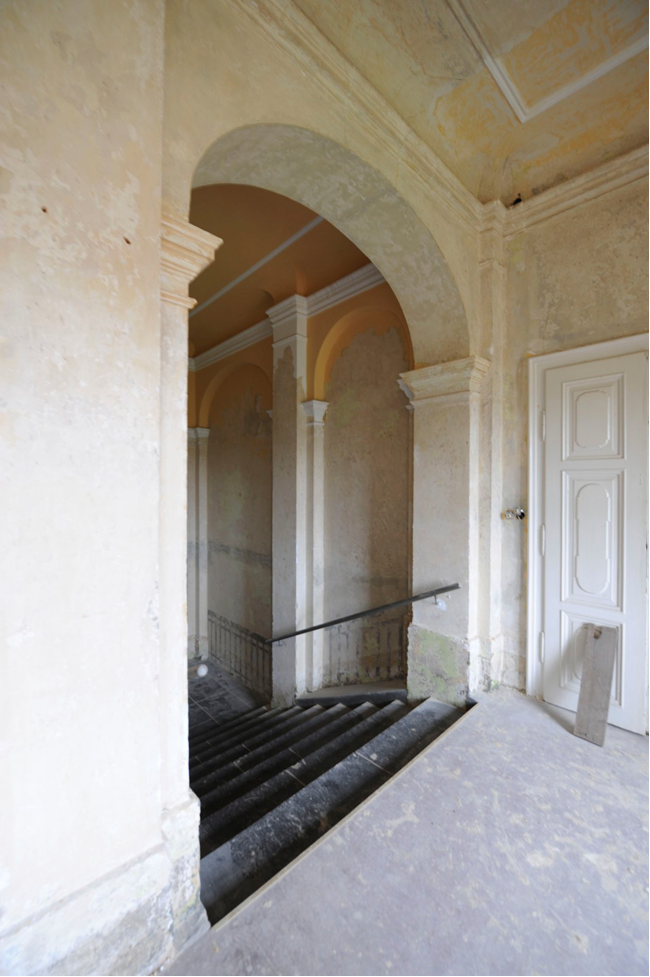
Treppenhaus des Schlosses Brandis

## Geschichte

### 18. und 19. Jahrhundert
Ursprünglich fungierte das Gebiet des heutigen Stadtschlosses als Rittergut, dessen Geschichte sich bis ins 12. Jahrhundert zurückverfolgen lässt. Um 1700 wurde das Rittergut durch Kraft Burchhard (Burghard) von Bodenhausen (1647–1716) gekauft. Er selbst führte den Ehrentitel eines kurfürstlich sächsischen Kammerherrn und Obersteuerdirektor und war verheiratet mit Anna Katharina von Gladebeck. Sein Sohn Otto Wilhelm von Bodenhausen ließ zwischen 1724 und 1727 das Schloss nach Plänen von David Schatz errichten. David Schatz war ein Schüler des Zwingerbaumeisters Pöppelmann, der den Dresdner Barock nach Leipzig brachte. Mit dem stattlichen Schloss und dem großzügigen Wirtschaftshof hatte Otto Wilhelm von Bodenhausen hier eine der im Vergleich mit anderen imposantesten Gutsanlagen im Leipziger Umland geschaffen. Dabei blieb der ursprüngliche Plan jedoch unvollendet. Vom Barockbau kam der Westflügel nicht zur Ausführung. Die Reihe der Bodenhausen auf Brandis geht weiter über Lebrecht Gottlob von Bodenhausen (1765–1826), vermählt mit Auguste Christiane von Röder. Nachfolgend übernimmt noch deren zweiter Sohn Hans Burghard von Bodenhausen das Schloss Brandis. Schon eine Generation vorab entschloss man sich zur Übernahme eines Gutes im Vogtland. Daher konnte 1849 Major Freiherr Friedrich von Pentz sen., verstorben 1856, die Anlage Brandis erwerben und heiratete Ernestine Schirmer. 1875 ließ man das Schloss renovieren und den westlichen Anbau und die Veranda an der Gartenfront anfügen. Der Erbe des Bauherrn ist Friedrich Eduard Gotthard Freiherr von Pentz (1843–1902), Eigentümer von Schloss Brandis, vermählt mit Marie Steinmetz. Die Familie hatte 1875 parallel das Gut noch zu einem Familienfideikommiss umgewandelt, zur Sicherung der direkten Erbfolge. Freiherr von Pentz war zudem Rechtsritter des Johanniterordens.

### 20. Jahrhundert
Zu Beginn des neuen Jahrhunderts übernimmt der Sohn die Nachfolge, Gotthard Freiherr von Pentz. Neben Brandis gehörten dem Freiherrn von Pentz-Brandis mit den Rittergütern Berg vor Eilenburg und Friedrichshöhe noch kleinere weitere Besitzungen. Mitte der 1920`er Jahre beinhaltete das Rittergut Brandis mit Vorwerk Posthausen und Grundstücken in Beucha, Gerichshain, Kämmerei, Machern und Mark Drehna sowie Zweenfurth insgesamt 980 ha Fläche. Davon waren 522 ha reine Ackerflächen. Im ökonomischen Kern wurde hauptsächlich eine Schafsviehwirtschaft betrieben. Das Gut wurde noch in Eigenregie geführt.
Von 1930 bis 1945 war Major Otto Busse Eigentümer der Schlossanlage. Unter ihm wurden das Schloss und die Parkanlage 1941 als Kunst- und Kulturdenkmale in die sächsische Landesdenkmalliste A aufgenommen. Nach dem Ende des Zweiten Weltkriegs zog zunächst ein Bataillon der US-Streitkräfte und wenig später die Militärkommandantur der Roten Armee in das Schloss ein. Ab Mai 1946 wurde es, im Besitz der UdSSR, als Hotel für Messebesucher genutzt. Ab Januar 1950 wurde die Anlage als Finanzschule verpachtet und teilweise für Stallungen genutzt.
Ab 1968 ging das Anwesen in den Besitz der Stadt Leipzig über. Es zog ein Alten- und Pflegeheim ein, das bis 2003 Bestand hatte.

### 21. Jahrhundert

#### Erste Bauphase (2006–2012)
Nach der Auflösung des Alten- und Pflegeheims blieb das Schloss für mehrere Jahre ungenutzt. Im Jahr 2006 wurde es durch einen Investor erworben, der daraufhin die zwei Seitenflügel sanieren ließ. In Orangerie und Ailette Rustique entstanden rund 50 Wohnungen und Maisonetten. Auch der gesamte Innenhof wurde nach Vorgaben des Denkmalschutzes gestaltet.

#### Zweite Bauphase (ab 2012)
Die mit direkter Anbindung an den Markt und inmitten der wachsenden Stadt Brandis gelegene Schlossanlage setzt sich im Entwicklungskonzept aus nachstehenden Sanierungsabschnitten zusammen:
Schlossgebäude (Hauptgebäude) und Parkanlage (Fläche ca. 4 ha).
Schlossgebäude
Das Hauptschloss umfasst nach derzeitigem Planungsstand 14 Wohn- und Gewerbeeinheiten von 50 bis 200 m² Fläche.
Die Bausubstanz im Hauptschloss ist gut erhalten und erlaubt so die Nutzung zahlreicher historischer Details wie Kamine, Stuck, Fenster, dicke Mauern, Gewölbedecken und verschiedener Raumlösungen. Bei den umfassenden Renovierungsarbeiten wird versucht, die historische Struktur so weit wie möglich zu erhalten, und dennoch zu gewährleisten, dass sie heutigen Gewerbe- und Wohnansprüchen gerecht wird.
Parkanlage
Die Parkanlage, welche in ihrer Grundstruktur noch sehr gut erhalten ist (Wege und Gliederung), muss lediglich überarbeitet, die Baumbestände teilweise zugeschnitten und der kleine See ausgebaggert und rekultiviert werden. Zum unteren Parkteil (Wiesenfläche und Anschlussstück zum Stadtpark) laufen Gespräche mit der Stadt Brandis.

## Brandiser Schlosspark
Der Schlosspark zu Brandis hat eine über 250-jährige Geschichte. Möglicherweise kann die Anlage des Schlossparks auf den Baumeister des Schlosses David Schatz zurückgeführt werden. Von der ursprünglichen Anlage sind kaum noch sichtbare Elemente erhalten, denn sie hat im Laufe der Zeit mehrere Umgestaltungen erfahren. Sein jetziger Zustand stammt aus den 1920er Jahren.
Im Garten befinden sich ein Mausoleum, welches 1854 für den damaligen Besitzer Freiherr von Pentz erbaut wurde, ein Wasserturm aus dem Jahre 1884, ein Pavillon, ein Brunnen und mehrere Löwenplastiken.
Nach 1875 wurde der Schlosspark wesentlich erweitert. Erwähnenswert ist hierbei die Pflanzung von Baumgruppen aus fremdländischen Gehölzen wie dem Trompetenbaum, der Blutbuche, der Roteiche und der Platane, die ab dieser Zeit nach Europa eingeführt wurden. Dabei wurden diese großen Bäume im Randbereich um den Park gepflanzt, um ihn nach außen abzuschirmen.
Wichtig für das heutige Erscheinungsbild des Parks war die Gestaltungsphase ab 1912. Der Schlosspark wurde zweigeteilt. Der obere zum Schloss näher liegende Teil wurde im Sinne eines Barockgartens umgestaltet. Blumenbeete wurden entlang der Wege und um den Brunnen angepflanzt. Daher trug dieser Teil des Schlossparks den Namen „Rosen-Anlage“. Der untere Teil des Schlossparks wurde in einem landschaftlichen Stil angelegt, der sich besonders durch Pflanzung von Hainbuchen in den Außenbereichen des Parks kennzeichnete.
Zu Beginn der 1960er Jahre wurden der Schlosspark geteilt und die Rosenbeete entlang der Wege entfernt. Während der obere, nördliche Teil zum Schloss gehörig blieb, wurde der Südteil als öffentliche Grünanlage der Stadt Brandis genutzt. Diese Teilung besteht bis zum heutigen Zeitpunkt fort.
Obwohl spätestens nach der Auflösung des Alten- und Pflegeheims 2003 keine Schnitt- und Pflegearbeiten durchgeführt wurden, sind die Strukturen des Schlossparks, wie sie durch Freiherr von Pentz angelegt wurden, im Wesentlichen erhalten geblieben. Jedoch sind zahlreiche Baulichkeiten wie das Mausoleum, der Pavillon, der Wasserturm oder das Naturtheater stark reparaturbedürftig. Weiterhin sind die ehemals zahlreich vorhandenen Plastiken und Skulpturen wie die Löwenplastiken, das Sandsteindenkmal oder der Springbrunnen nur noch teilweise oder in schlechtem Zustand vorhanden. Aufgrund dessen befindet sich der Schlosspark seit 2012 in einer umfassenden Rekultivierungs- und Reparaturphase.